# Láurel Miranda
Láurel Miranda Huerta Hernández (Ciudad de México, 12 de junio de 1989), conocida como Láurel Miranda, es una periodista mexicana. Es notable por su activismo en favor de los derechos de las personas transgénero en México.

## Biografía
Nacida en Ciudad de México, Láurel estudió licenciatura en Ciencias de la Comunicación y la maestría en Historia del Arte en la Universidad Nacional Autónoma de México (UNAM).
Comenzó su trayectoria periodística en 2013 en Milenio, donde a partir de 2020 comenzó a publicar la columna de opinión Ser es resistir, en la que visibilizó temas sobre la comunidad LGBT y, principalmente, sobre las personas transgénero. Sus textos sobre el feminismo que no incluye a las mujeres transgénero generaron críticas y fueron censurados por el medio de comunicación.
Tras su renuncia a Milenio, Miranda formó parte de El Heraldo de México y Cultura Colectiva.

## Activismo
Láurel es parte de la organización antirracista Poder Prieto, impulsada por figuras de la actuación como Tenoch Huerta y Maya Zapata, y que se dedica a visibilizar y combatir el racismo en México. Forma parte también del grupo de conferencistas de la Alianza por la Diversidad e Inclusión Laboral (ADIL), encargada de brindar capacitaciones a las empresas para generar espacios laborales más respetuosos con la comunidad LGBT. Incide también como consejera ciudadana en el Instituto Mexicano de la Radio (IMER).
Ante el contexto de violencia contra las personas transgénero en México, en marzo de 2022, Miranda, junto a la organización All Out, llevó al Congreso de la Unión una bandera transgénero con miles de firmas de personas trans de México y otros países de América Latina. La bandera fue entregada a la diputada federal Salma Luevano, primera legisladora trans en la historia del país.
En octubre de 2023 formalizó su registro como aspirante a la precandidatura para diputada local por el distrito 12 de la Ciudad de México, correspondiente a la alcaldía Cuauhtémoc.

## Otros proyectos
La activista es también profesora de periodismo en la Universidad Nacional Autónoma de México (UNAM), además de incursionar en proyectos de actuación y modelaje: 
- Videoclip Milagrosa (junio, 2021, Esteman)[14]
- Revista ELLE (junio, 2022)[15]
- Trans la neta - podcast en Escándala.[16]